# Tulette
 Tulette  es una población y comuna francesa, en la región de Ródano-Alpes, departamento de Drôme, en el distrito de Nyons y cantón de Saint-Paul-Trois-Châteaux.

## Demografía
| 1331 | 1402 | 1440 | 1507 | 1575 | 1714 |
| Para los censos de 1962 a 1999 la población legal corresponde a la población sin duplicidades (Fuente: INSEE [Consultar]) |      |      |      |      |      |